# Herbert Pease (1er baron Daryngton)
Herbert Pike Pease, 1er baron Daryngton, (7 mai 1867 - 10 mai 1949) est un homme politique britannique. 

## Biographie
Pease est né dans une famille riche, le fils du politicien Arthur Pease et de son épouse Mary Lecky née Pike. Il est le frère d'Arthur Francis Pease. Les deux ont fait leurs études au Brighton College. Il fréquente ensuite le Trinity Hall de Cambridge. 
Pease est libéral unioniste et député pour Darlington de 1898 à 1923. Pendant quelques années, il est whip du parti. De 1915 à 1922, il est adjoint au maître de poste. Il est admis au conseil privé en 1917. 
En 1894, il épouse Alice Luckock; ils ont deux fils et trois filles. Alice est décédée en 1948. Leur fils aîné, Ronald Herbert Pike Pease , est tué le 15 septembre 1916 lors de la bataille de la Somme en France. 
En 1923, il est créé baron Daryngton. 
Pendant 25 ans, il est président ou vice-président de la Chambre des laïcs de l'Assemblée de l'Église de l'Église d'Angleterre, le prédécesseur du Synode général. 
La pairie de Daryngton est transmise au fils survivant Jocelyn Arthur Pease, 2e baron Daryngton (30 mai 1908 - 5 avril 1994) à sa mort. 